# Белов, Владимир Викторович
Владимир Викторович Бело́в (род. 1 октября 1960 года) — российский оперный певец (тенор), заслуженный артист Российской Федерации, народный артист Башкортостана (1994).

## Биография
Белов Владимир Викторович родился 1 октября 1960 года в г. Давлеканово БАССР.
В 1988 году окончил Уфимский государственный институт искусств (класс М. Г. Муртазиной). Работал с 1987 по 1988 годы и с 1990 года — солистом Башкирского государственного театра оперы и балета, в 1988—1990 годах — в Свердловском театре оперы и балета, с 1997 по 2003 годы — в Национальном театре Моравии-Силезии, с 2003 года — директор Национального симфонического оркестра РБ.
Выступал с И. К. Архиповой, М. Л. Биешу. Гастролировал по России, в Германии, Италии, США, Франции, Японии.

## Вокальные партии
Ротшильд («Скрипка Ротшильда» В. И. Флейшмана и Д. Д. Шостаковича; дебют, 1987), Владимир Игоревич («Князь Игорь» А. П. Бородина), Герман («Пиковая дама» П. И. Чайковского), Герцог («Риголетто»), Манрико («Трубадур»), Радамес ("Аида Дж. Верди), Хозе («Кармен» Ж.Бизе), Бухаир («Салават Юлаев»), Акмурза («Шаура»),  партии в «Реквиеме» Верди (1994), Девятой симфонии Л. Бетховена (1998).
В репертуаре певца — арии из опер русских и зарубежных композиторов, русские народные песни и романсы.

## Награды и премии
Лауреат Международного конкурса имени М. И. Глинки (г. Смоленск, 1993)
Дипломант Международного конкурсов оперных певцов имени С. Я. Лемешева (г. Тверь, 1992),
Дипломант Международного конкурсов вокалистов имени Дж. Гайяра (г. Памплона, Испания, 1996).
Народный артист РБ (1994)
Заслуженный артист РФ (2003)